# Vârful Borăscu Mare, Munții Godeanu
Vârful Borăscu Mare, Munții Godeanu, de multe ori doar Vârful Borăscu, este, la cei 2.158 m a săi, porțiunea de altitudine maximă a platformei de eroziune alpine Borăscu și unul din vârfurile de peste 2.100 de metri din Munții Godeanu.